# Sandbarsche
Die Sandbarsche oder Krokodilfische (Pinguipedidae) (Syn.: Mugilioididae, Parapercidae) sind bodenbewohnende Raubfische aus der Gruppe der Barschverwandten (Percomorphaceae). Sandbarsche leben in den tropischen und subtropischen Bereichen von Atlantik und Indopazifik und im Roten Meer. Die Fische warten als Lauerjäger auf dem Bodengrund auf ihren Brustflossen gestützt auf vorbeischwimmende kleine Fische und Krebstiere.

## Merkmale
Sandbarsche haben einen langgestreckten, zylinderförmigen Körper. Das Maul ist spitz, mit scharfen Zähnen besetzt, dicklippig und kann vorgestülpt werden, die Augen sitzen erhöht. Rücken- und Afterflosse sind lang, die ersten fünf Flossenstrahlen der Rückenflosse viel kürzer als die folgenden. Die Bauchflossen sitzen vor oder direkt unter den Brustflossen. Das Seitenlinienorgan ist durchgehend, Sandbarsche haben kleine Ctenoidschuppen. Sandbarsche ähneln in Gestalt und Verhalten den mit ihnen nicht verwandten Eidechsenfischen, die aber kurze Rücken- und Afterflossen haben. Die Tiere werden im Allgemeinen 8 bis 30 Zentimeter lang. Prolatilus jugularis erreicht eine Länge von 40 Zentimeter, die beiden Arten der Gattung Pinguipes werden 50 und 70 Zentimeter lang und die beiden Arten der Gattung Pseudopercis sind mit einer Länge von einem bzw. 1,20 Meter die größten Vertreter der Familie.
Flossenformel: Dorsale IV–VII/19–27, Anale I–II/16–24, Ventrale I/5, Caudale 13–15

## Fortpflanzung
Sandbarsche leben in Haremsverbänden mit einem revierbesitzenden Männchen und mehreren Weibchen. Die Geschlechter unterscheiden sich meist farblich. Zum Laichen steigen sie in der Abenddämmerung vom Bodengrund auf und geben Eizellen und Spermien ab. Die 1,5 bis 3 Millimeter großen Larven leben zunächst ein bis zwei Monate pelagisch. Nach der Metamorphose suchen sie Sandböden in der Nähe von Fels- und Korallenriffen auf. Sandbarsche sind Hermaphroditen. Alle Jungfische sind zuerst weiblich. Stirbt das Männchen des Haremsverbands, so wandelt sich das ranghöchste Weibchen zum Männchen um.

## Systematik

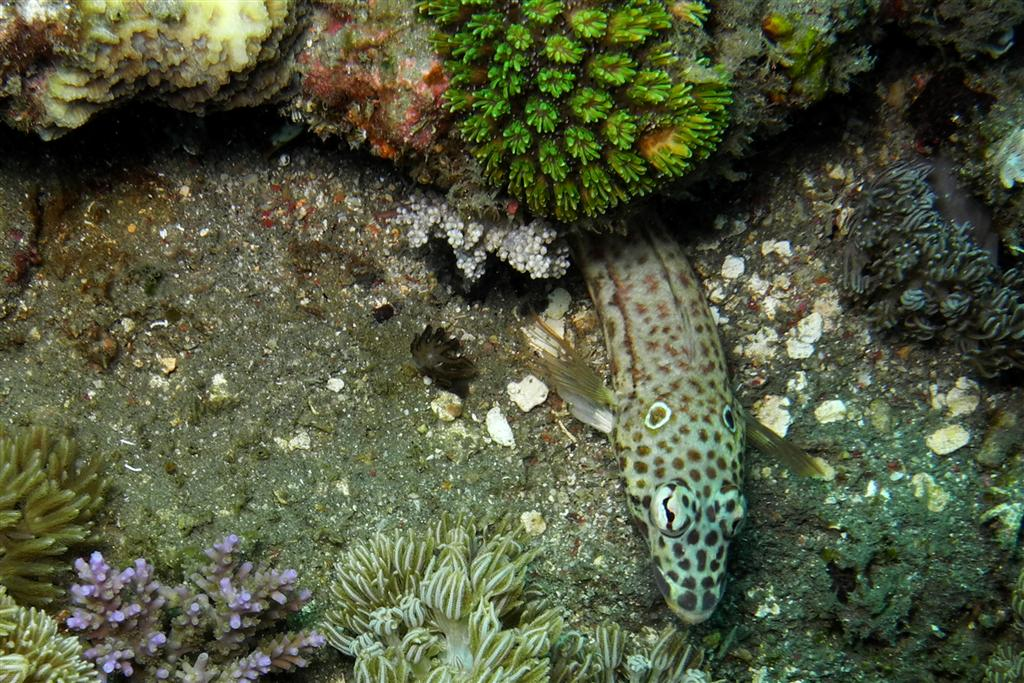
Parapercis clathrata

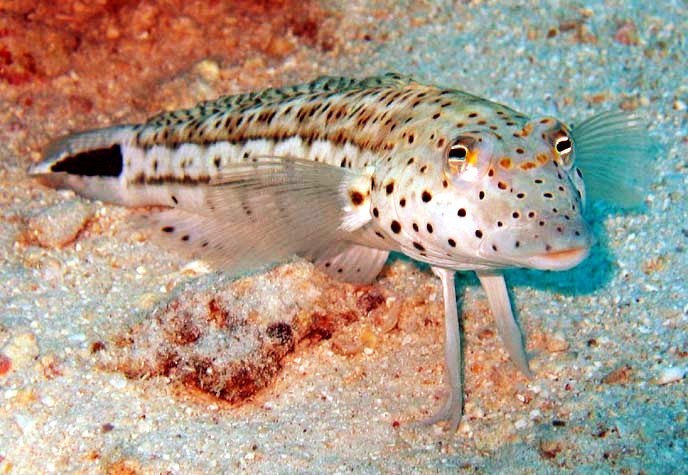
Parapercis hexophtalma

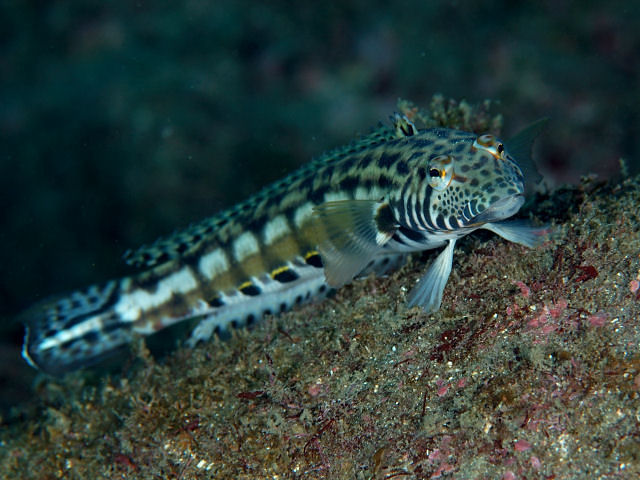
Parapercis kamoharai

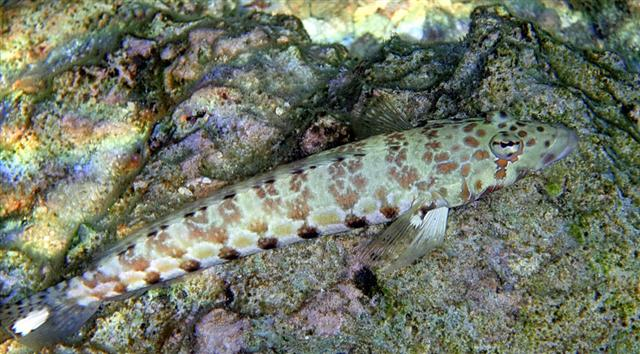
Parapercis millepunctata

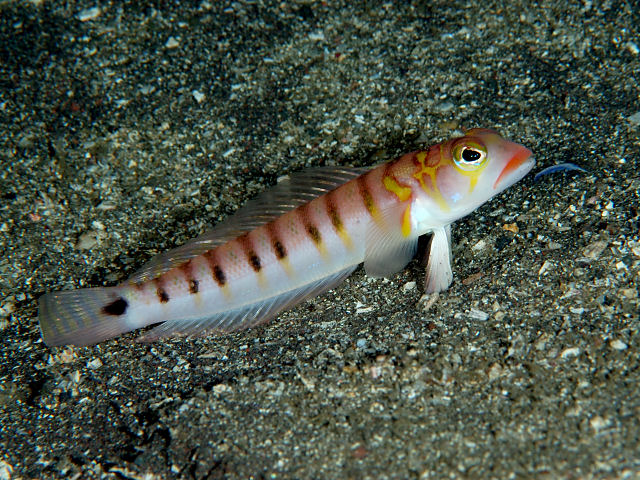
Parapercis multifasciata

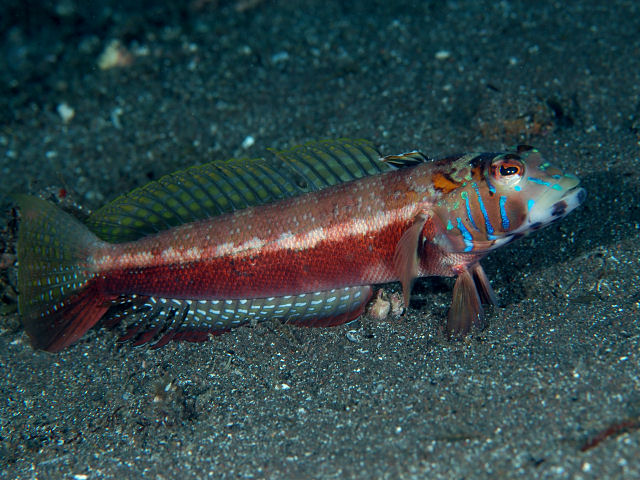
Parapercis pulchella

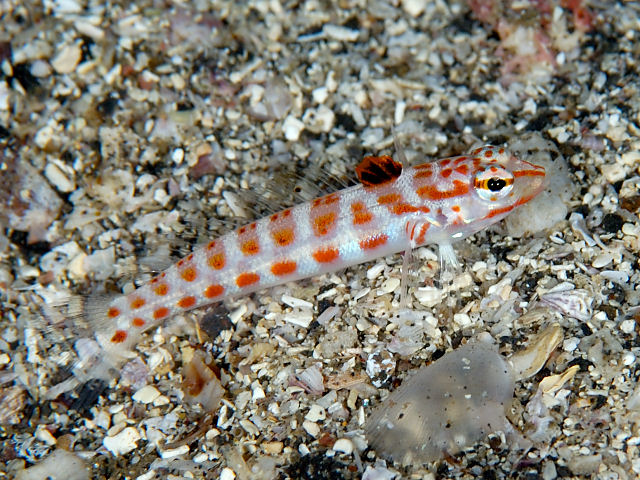
Parapercis schauinslandii

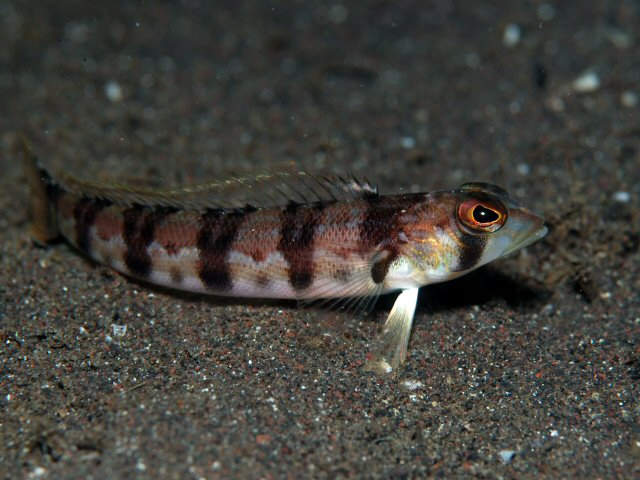
Parapercis sexfasciata

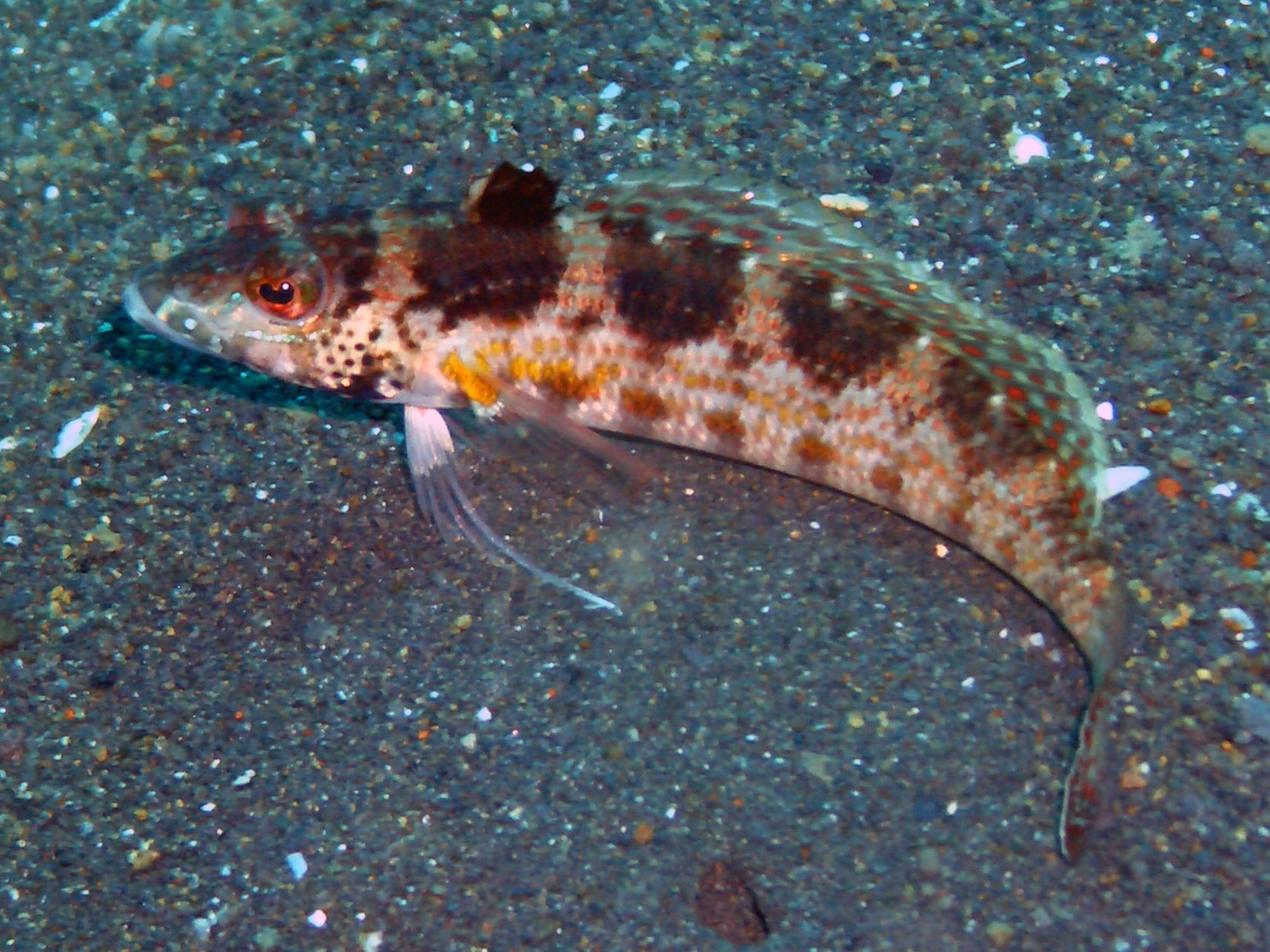
Parapercis snyderi

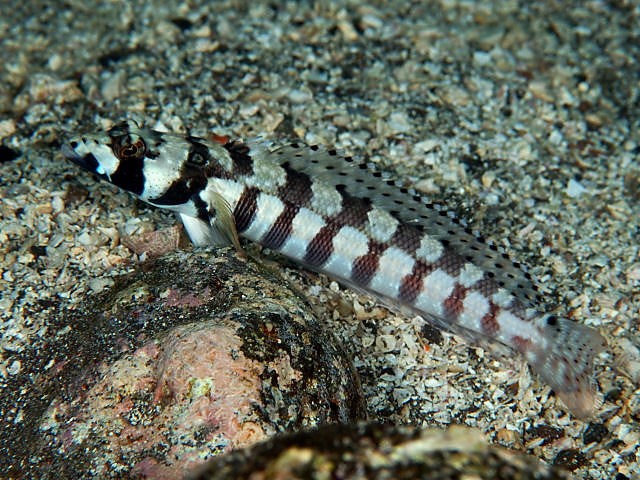
Parapercis tetracantha

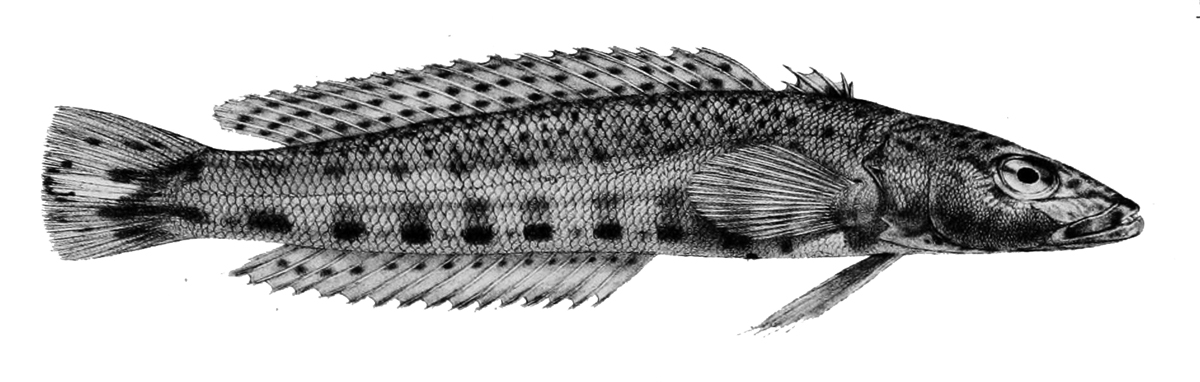
Parapercis xanthozona

Es sind über 80 Arten in sieben Gattungen bekannt. Alle Arten bis auf acht gehören zur Gattung Parapercis.
- Kochichthys Kamohara, 1961.
  - Kochichthys flavofasciatus (Kamohara, 1936).
- Parapercis Bleeker, 1863.
  - Parapercis albipinna Randall, 2008.
  - Parapercis albiventer Ho et al., 2014.
  - Parapercis alboguttata (Günther, 1872).
  - Parapercis algrahami Johnson & Wilmer, 2018.
  - Parapercis allporti (Günther, 1876).
  - Parapercis altipinnis Ho & Heden, 2017.
  - Parapercis atlantica (Vaillant, 1887).
  - Parapercis aurantiaca Döderlein, 1884.
  - Parapercis australis Randall, 2003.
  - Parapercis banoni Randall & Yamakawa, 2006.
  - Parapercis basimaculata Randall, Senou & Yoshino, 2008.
  - Parapercis bicoloripes Prokofiev, 2010.
  - Parapercis bimacula Allen & Erdmann, 2012.
  - Parapercis binivirgata (Waite, 1904).
  - Parapercis binotata Allen & Erdmann, 2017.
  - Parapercis biordinis Allen, 1976.
  - Parapercis caudopellucida Johnson & Motomura, 2017.[1]
  - Parapercis cephalopunctata (Seale, 1901).
  - Ohrfleck-Sandbarsch (Parapercis clathrata) Ogilby, 1910.
  - Parapercis colemani Randall & Francis, 1993.
  - Parapercis colias (Forster, 1801).
  - Parapercis compressa Randall, 2008.
  - Spitzkopf-Sandbarsch (Parapercis cylindrica) (Bloch, 1792).
  - Parapercis decemfasciata (Franz, 1910).
  - Parapercis diagonalis Randall, 2008.
  - Parapercis diplospilus Gomon, 1981.
  - Parapercis dockinsi McCosker, 1971.
  - Parapercis dongshaensis Chen, Tsai & Hsu, 2013.
  - Parapercis filamentosa (Steindachner, 1878).
  - Parapercis flavescens Fourmanoir & Rivaton, 1979.
  - Parapercis flavipinna Johnson & Motomura, 2017.[1]
  - Parapercis flavolabiata Johnson, 2006.[2]
  - Parapercis flavolineata Randall, 2008.
  - Parapercis fuscolineata Fourmanoir, 1985.
  - Parapercis gilliesii (Hutton, 1879).
  - Schlanker Sandbarsch (Parapercis haackei) (Steindachner, 1884).
  - Schwanzfleck-Sandbarsch (Parapercis hexophtalma) (Cuvier, 1829).
  - Parapercis hoi Johnson & Motomura, 2017.[1]
  - Parapercis imamurai Johnson & Wilmer, 2018.
  - Parapercis johnsoni Hsuan-Ching Ho, 2015.
  - Parapercis kamoharai Schultz, 1966.
  - Parapercis katoi Randall, Senou & Yoshino, 2008.
  - Parapercis kentingensis Ho, Chang & Shao, 2012.
  - Parapercis lata Randall & McCosker, 2002.
  - Parapercis lineopunctata Randall, 2003.
  - Parapercis lutevittata Liao, Cheng & Shao, 2011.
  - Parapercis macrophthalma (Pietschmann, 1911).
  - Parapercis maculata (Bloch & Schneider, 1801).
  - Parapercis maramara Sparks & Baldwin, 2012.
  - Parapercis maritzi Anderson, 1992.
  - Vielpunkt-Sandbarsch (Parapercis millepunctata) (Günther, 1860).
  - Parapercis moki Ho & Johnson, 2013.
  - Parapercis multifasciata Döderlein, 1884.
  - Gestreifter Sandbarsch (Parapercis multiplicata) Randall, 1984.
  - Parapercis muronis (Tanaka, 1918).
  - Parapercis natator Randall, Senou & Yoshino, 2008.
  - Parapercis nebulosa (Quoy & Gaimard, 1825).
  - Parapercis nigrodorsalis Johnson, Struthers & Wilmer, 2014.
  - Parapercis okamurai Kamohara, 1960.
  - Parapercis ommatura Jordan & Snyder, 1902.
  - Parapercis pacifica Imamura & Yoshino, 2007.
  - Parapercis phenax Randall & Yamakawa, 2006.
  - Parapercis pogonoskii Johnson & Wilmer, 2018.
  - Parapercis pulchella (Temminck & Schlegel, 1843).
  - Parapercis punctata (Cuvier, 1829).
  - Gepunkteter Sandbarsch (Parapercis punctulata) (Cuvier, 1829).
  - Parapercis queenslandica Imamura & Yoshino, 2007.
  - Parapercis ramsayi (Steindachner, 1883).
  - Parapercis randalli Ho & Shao, 2010.
  - Parapercis robinsoni Fowler, 1929.
  - Parapercis roseoviridis (Gilbert, 1905).
  - Parapercis rubricaudalis Johnson & Motomura, 2017.[1]
  - Parapercis rubromaculata Ho, Chang & Shao, 2012.
  - Parapercis rufa Randall, 2001.
  - Parapercis sagma Allen & Erdmann, 2012.
  - Rotflecken-Sandbarsch (Parapercis schauinslandii) (Steindachner, 1900).
  - Parapercis sexfasciata (Temminck & Schlegel, 1843).
  - Parapercis sexlorata Johnson, 2006.[2]
  - Parapercis shaoi Randall, 2008.
  - Malediven-Sandbarsch (Parapercis signata) Randall, 1984.
  - Parapercis simulata Schultz, 1968.
  - Snyders Sandbarsch (Parapercis snyderi) Jordan & Starks, 1905.
  - Parapercis soliorta Johnson & Motomura, 2017.[1]
  - Parapercis somaliensis Schultz, 1968.
  - Parapercis stricticeps (De Vis, 1884).
  - Parapercis striolata (Weber, 1913).
  - Augenstreifen-Sandbarsch (Parapercis tetracantha) (Lacépède, 1801).
  - Parapercis vittafrons Randall, 2008.
  - Parapercis xanthogramma Imamura & Yoshino, 2007.
  - Lippenfleck-Sandbarsch (Parapercis xanthozona) (Bleeker, 1849).
- Pinguipes Cuvier in Cuvier & Valenciennes, 1829.
  - Pinguipes brasilianus Cuvier, 1829.
  - Pinguipes chilensis Valenciennes, 1833.
- Prolatilus Gill, 1865.Prolatilus jugularis

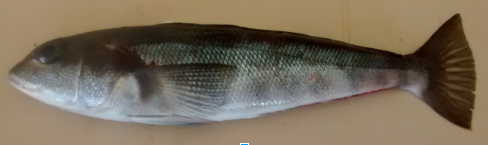
Prolatilus jugularis

  - Prolatilus jugularis (Valenciennes, 1833).
- Pseudopercis Miranda Ribeiro, 1903.Pseudopercis numida

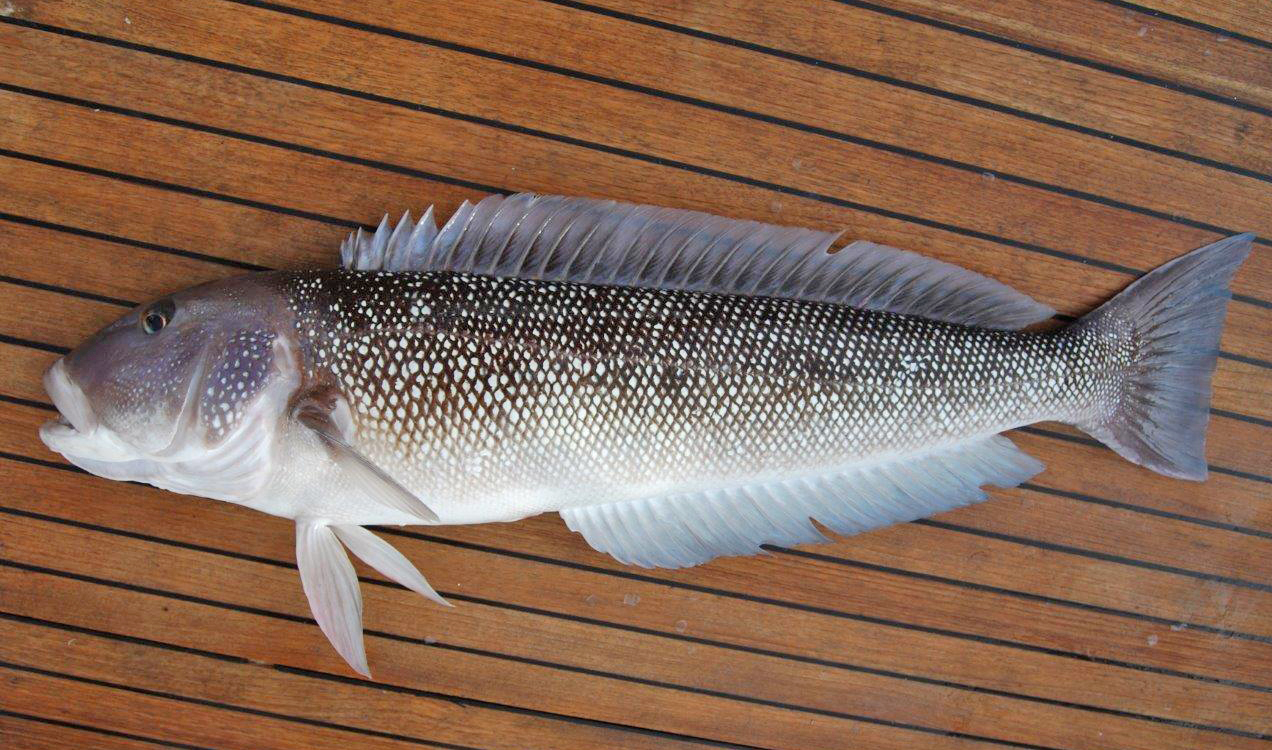
Pseudopercis numida

  - Pseudopercis numida Miranda Ribeiro, 1903.
  - Pseudopercis semifasciata (Cuvier, 1829).
- Ryukyupercis Imamura & Yoshino, 2007.
  - Ryukyupercis gushikeni (Yoshino, 1975).
- Simipercis Johnson & Randall, 2006.
  - Simipercis trispinosa Johnson & Randall, 2006.[3]